# Église anglicane de Riga

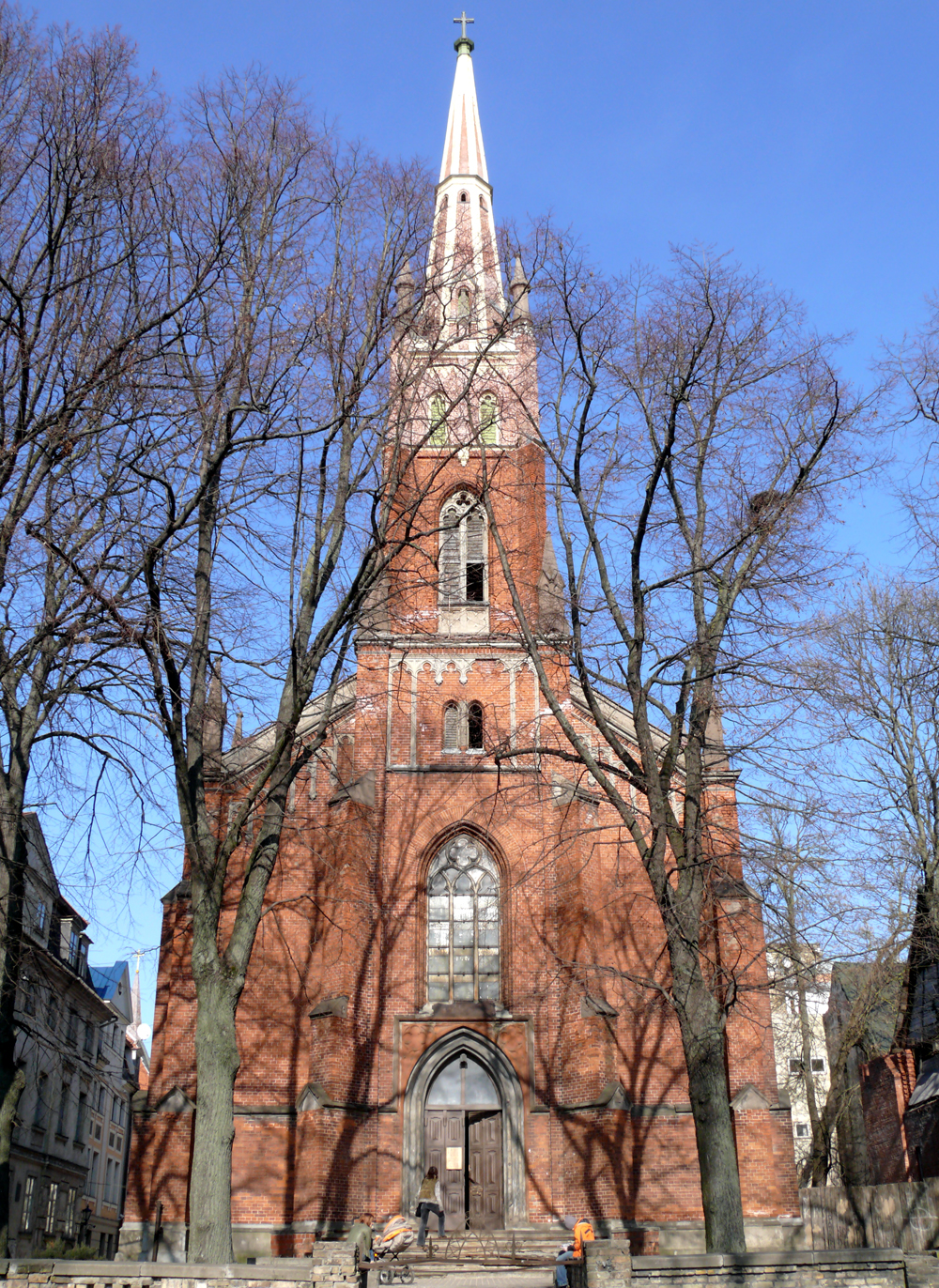
Église anglicane Saint-Sauveur, Riga

L'église anglicane Saint-Sauveur de Riga (en letton Anglikāņu Sv. Pestītāja baznīca) est une église néo-gothique située dans la nouvelle ville de Riga, la capitale lettone. Elle appartient au diocèse en Europe de l'Église d'Angleterre et est situé à proximité immédiate de la rivière Daugava et du château de Riga.

## Histoire
Au début du XIXe siècle, des hommes d'affaires anglais vivaient à Riga et des marins anglais faisaient partie du paysage urbain de la ville. En 1806, un fonds britannique pour les pauvres a été fondé dans le but d'installer un ecclésiastique anglican à Riga et de construire une église. La première congrégation a été fondée en 1822, mais il a fallu attendre 1857 avant que la première pierre d'une église puisse être posée. Une cargaison de terre a été apportée d'Angleterre afin que la nouvelle église puisse être construite sur le sol britannique. L'important architecte de la ville Johann Daniel Felsko a été pris comme architecte de l'église. En 1859, elle a été consacrée au Saint-Sauveur et en novembre, le premier service a été célébré.
Après l'occupation soviétique en 1940, l'église a été cédée et à partir de 1973, elle a servi de club étudiant de l'Institut polytechnique. A cette époque, le bâtiment a été rénové et développé en un centre culturel et un lieu de concerts et d'expositions.
Avec l'indépendance de la Lettonie, le missionnaire américain Arden Haug a de nouveau fondé une congrégation anglophone à Riga. En 1995 Juris Cālītis a repris le bureau de la paroisse, après sa retraite en 2014, Jāna Jēruma-Grīnberga est devenu aumônier. Actuellement, l'église est connue pour ses concerts de musique classique moderne interprétés par l'organiste Kristīne Adamaite et de jeunes artistes lettons.

## Description
Le bâtiment a été construit dans un style néo-gothique en briques. La façade principale avec portail et clocher fait face à la rive de la Daugava. Les vitraux ne montrent que des vestiges de motifs religieux, car ceux-ci ont été supprimés pendant la période soviétique.

L'emplacement de l'orgue d'église dans le chœur derrière l'autel est inhabituel. Il a été offert par les luthériens américains après la réouverture de l'église. À gauche de l'autel, une plaque commémore les marins britanniques tombés lors de la lutte pour l'indépendance de la Lettonie en 1919. Sur le côté droit se trouve une tenture murale tissée par des femmes de la communauté pour marquer le 50e anniversaire des Nations Unies. Au fond de l'église, des photos commémorent les visites des membres de la famille royale.

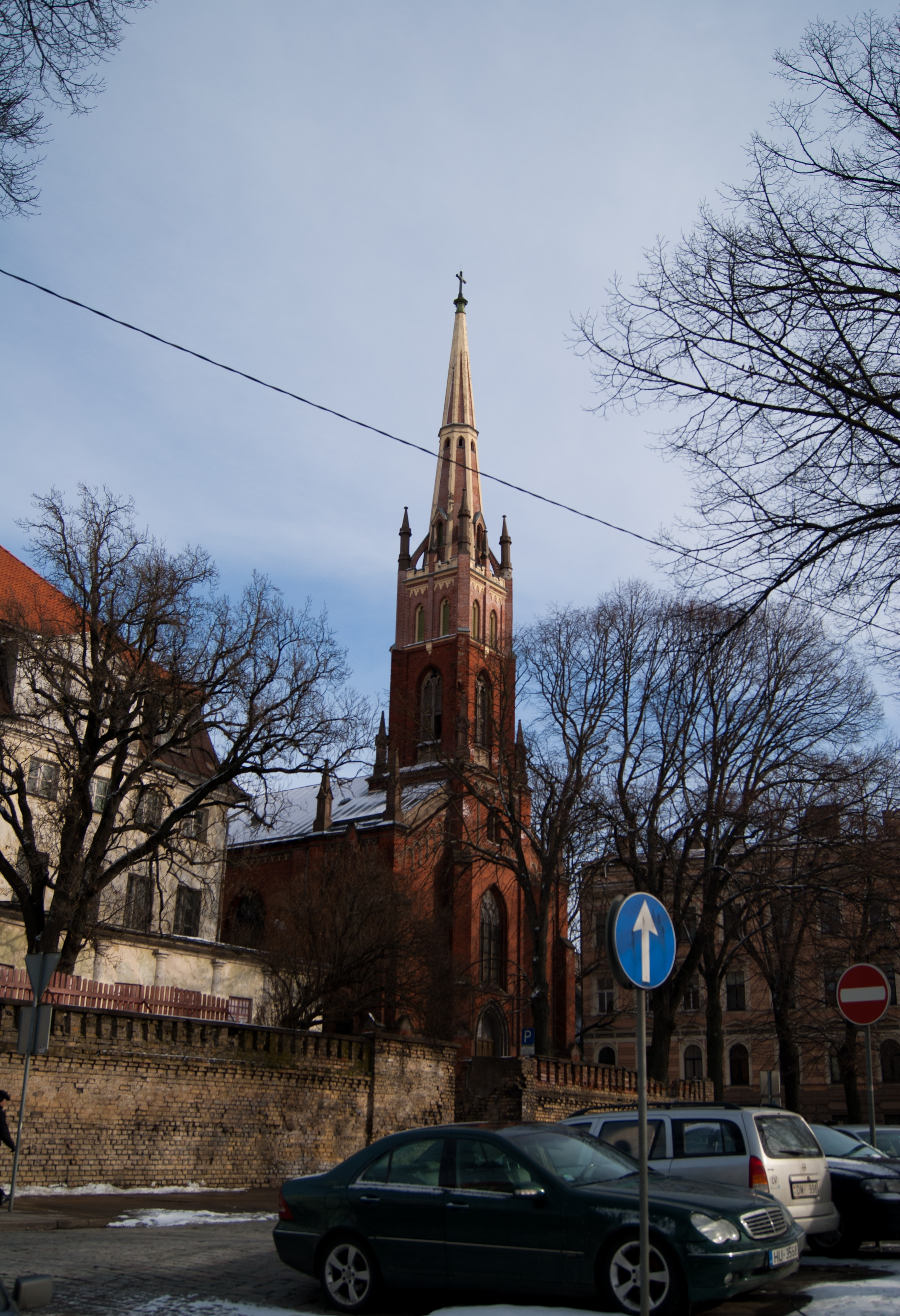
Église sur le Dünaufer
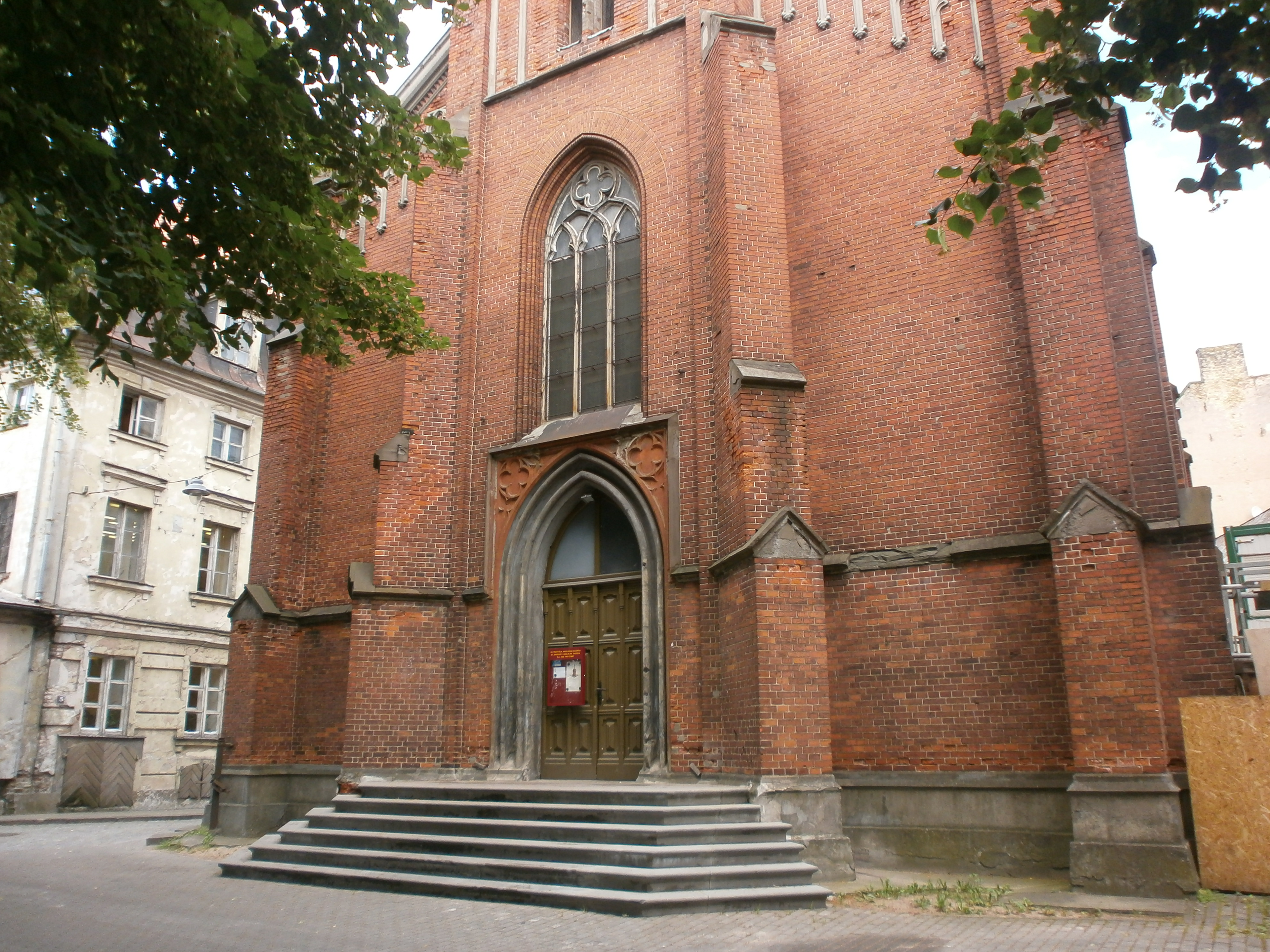
portail
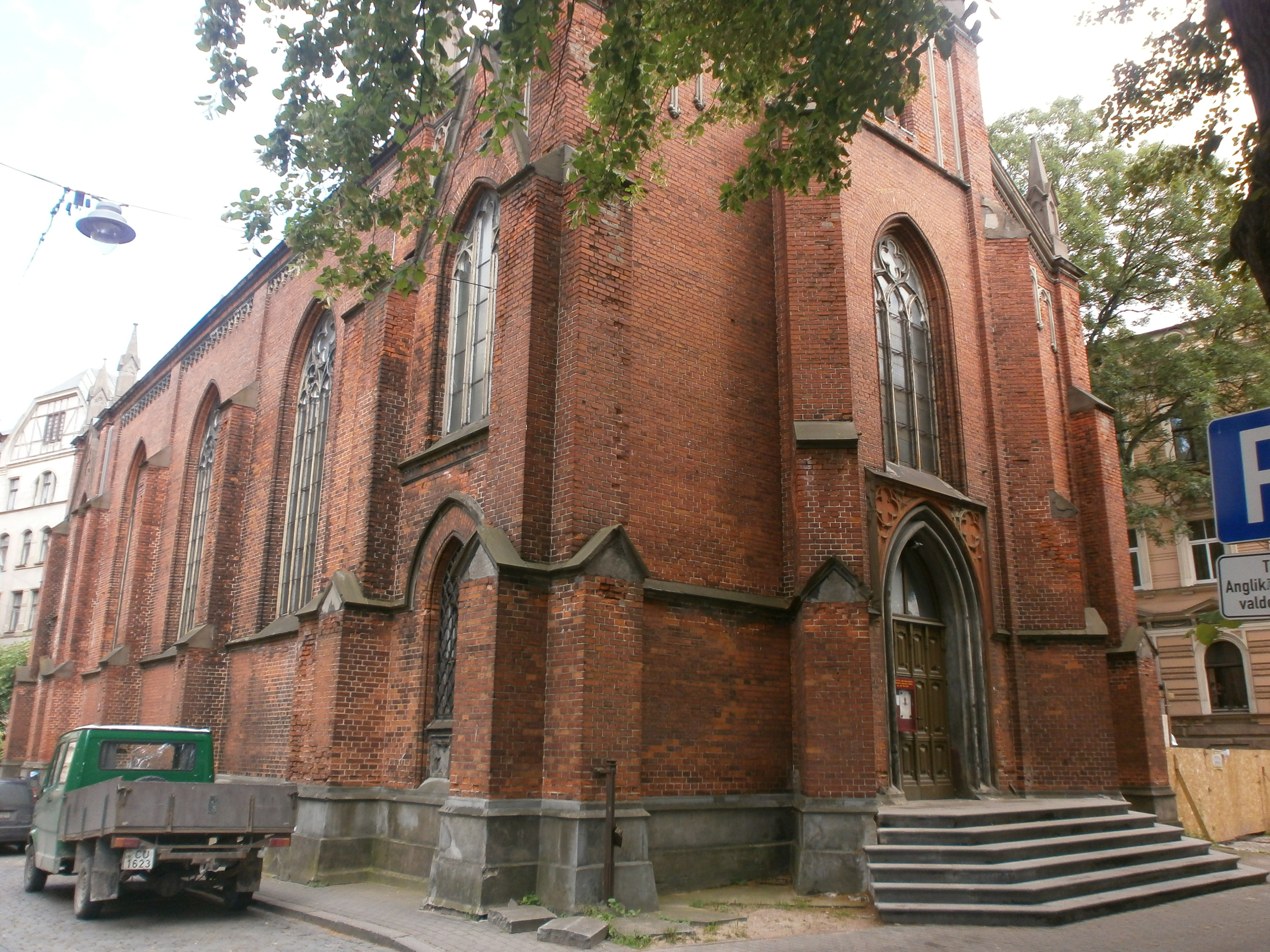
Façade nord et portail
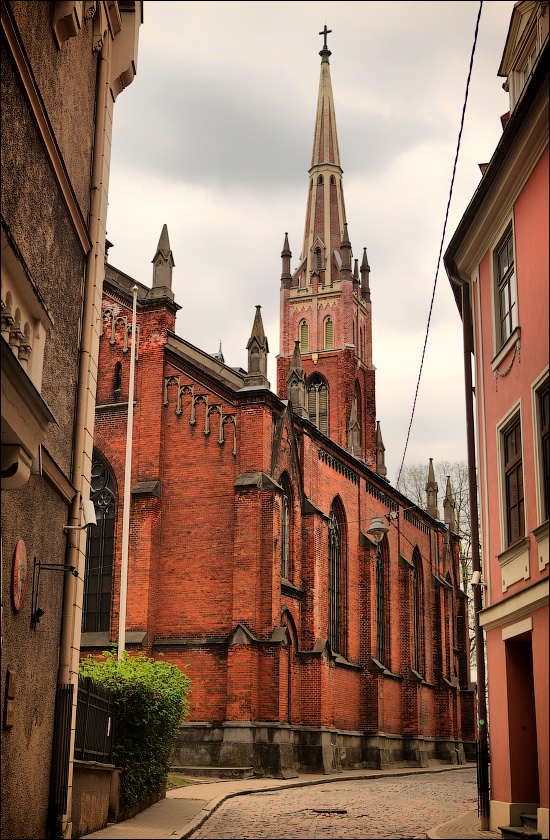
arrière
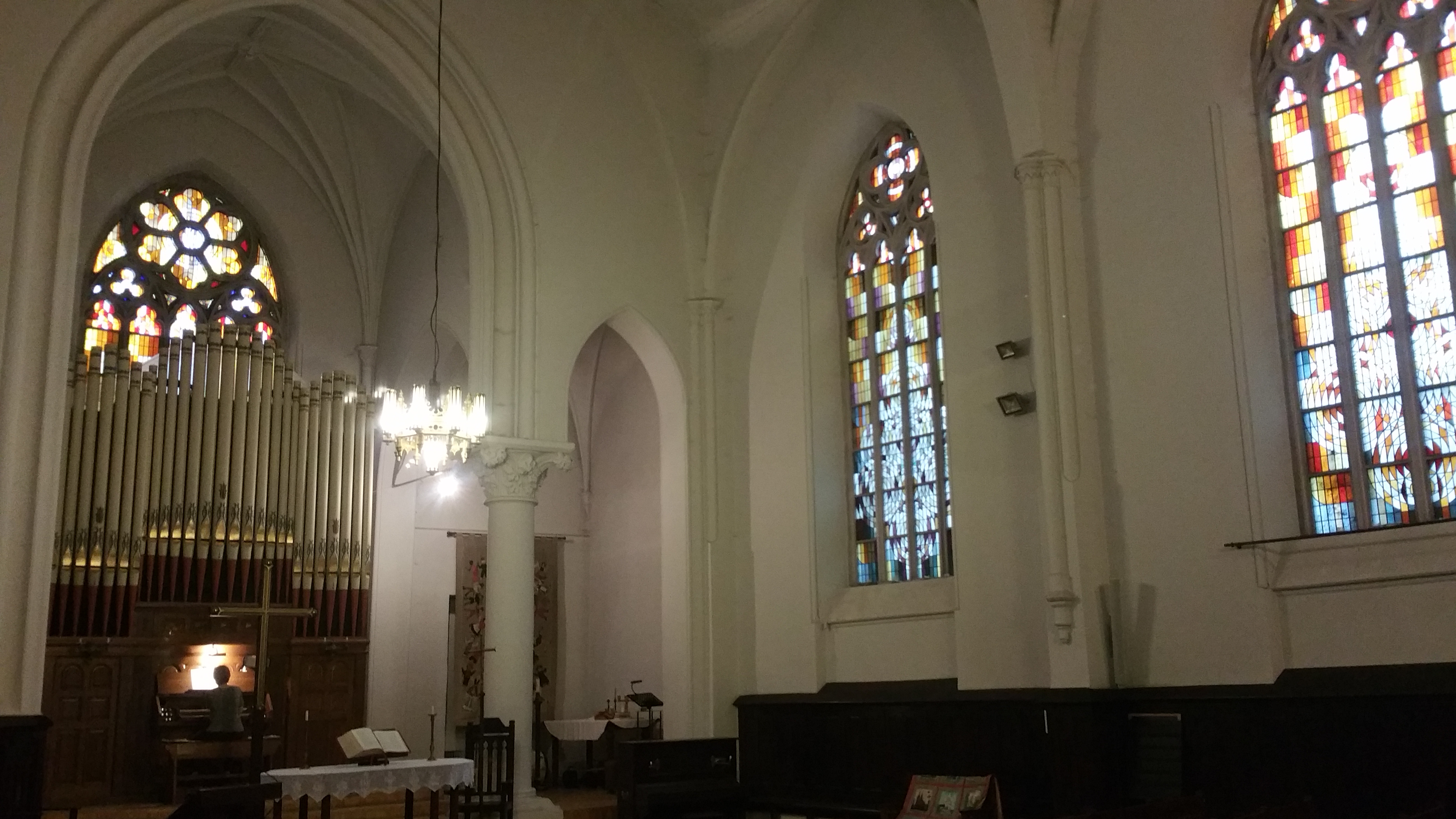
Intérieur de l'église anglicane
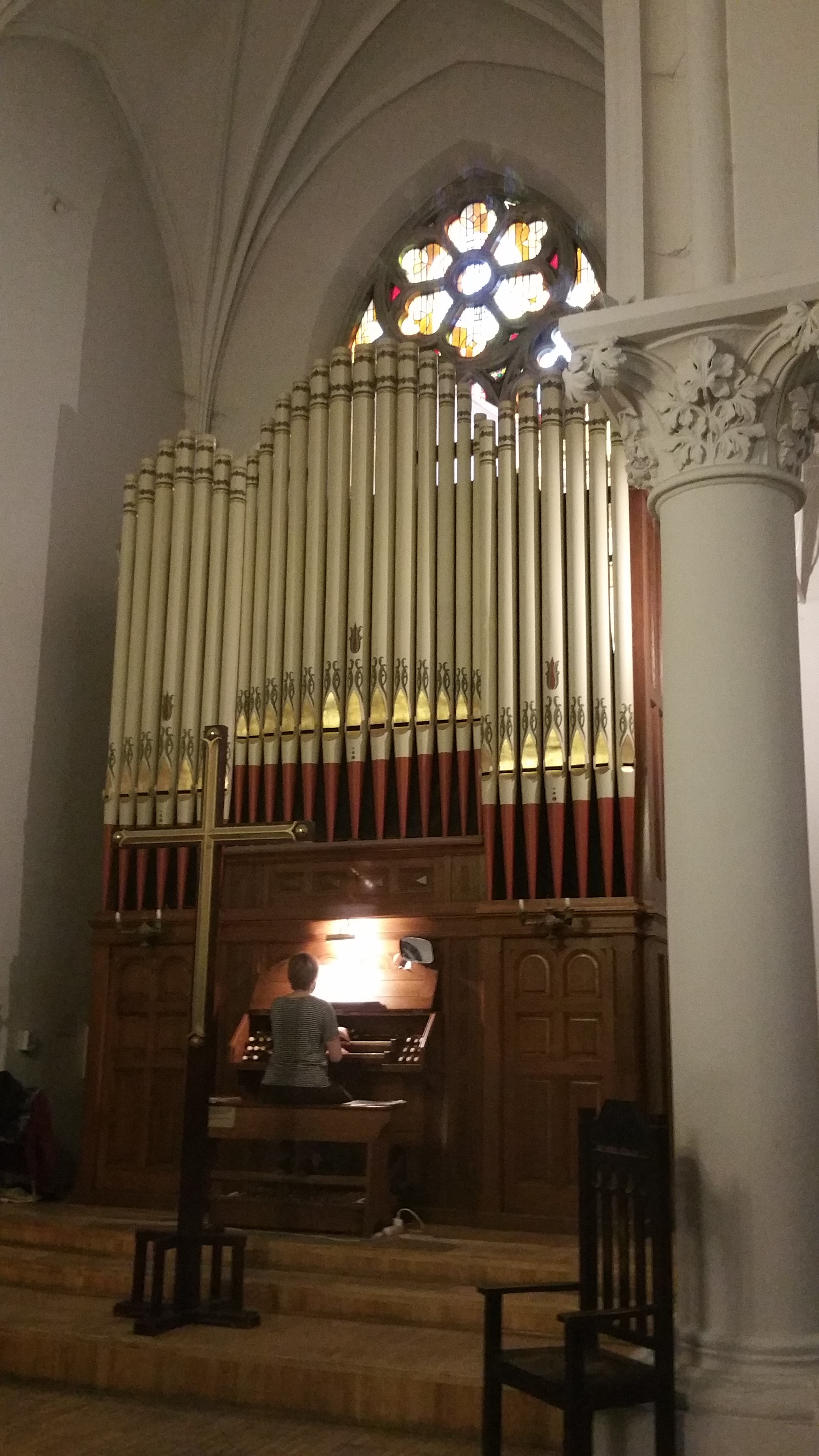
Orgue
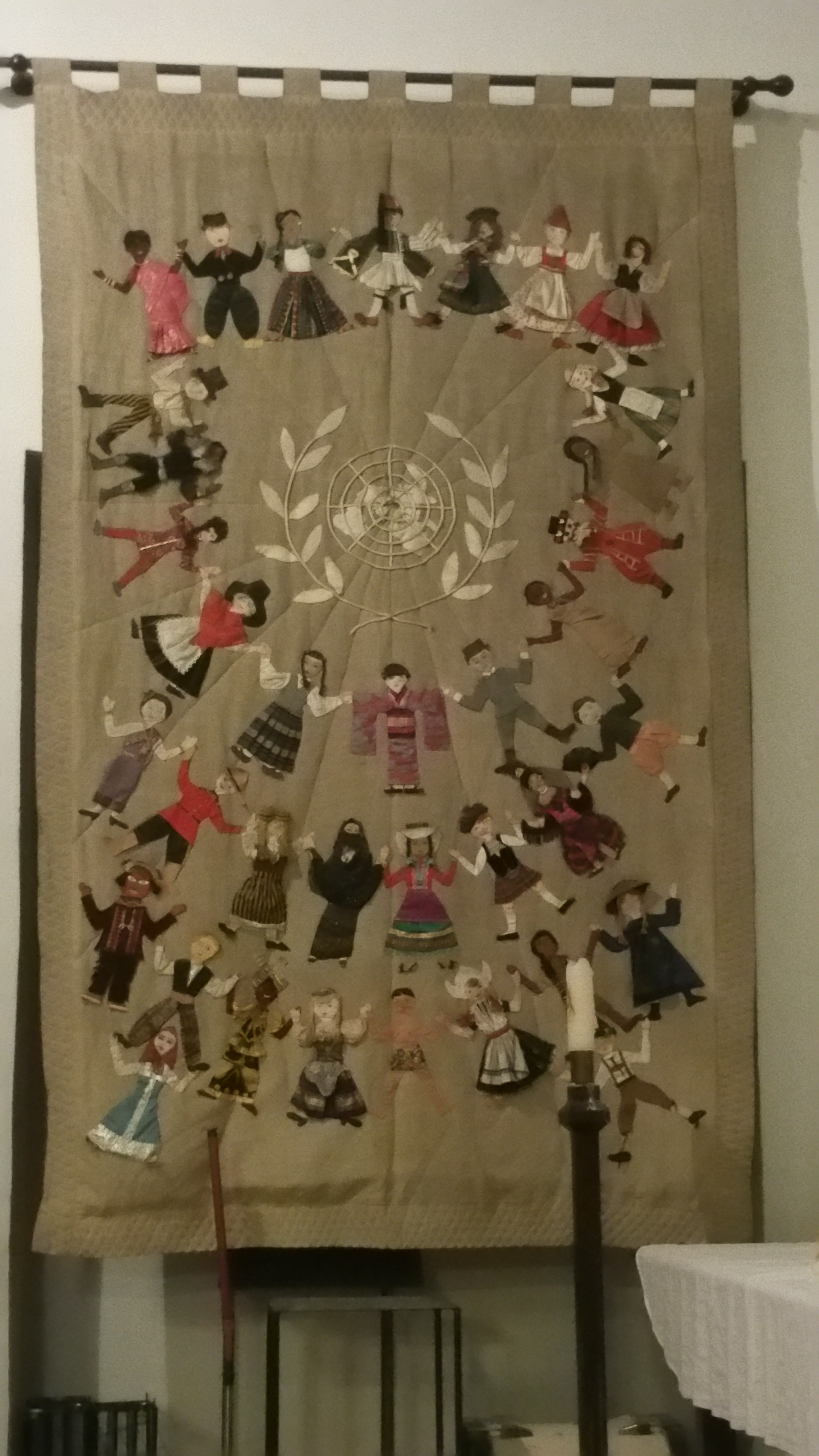
gobelins